# Nazionale femminile di hockey su ghiaccio dell'Ungheria
La nazionale di hockey su ghiaccio femminile dell'Ungheria è controllata dalla Federazione di hockey su ghiaccio dell'Ungheria, la federazione ungherese di hockey su ghiaccio, ed è la selezione che rappresenta l'Ungheria nelle competizioni internazionali femminili di questo sport.

## Competizioni principali

### Olimpiadi invernali
Nessuna partecipazione